# Panzerfaust (album)
Pour les articles homonymes, voir Panzerfaust (homonymie).
Albums de Darkthrone
Transilvanian Hunger
(1994) Total Death
(1996)
Panzerfaust est le cinquième album studio du groupe de Black metal norvégien Darkthrone. L'album est sorti le 6 juin 1995 sous le label Moonfog Productions.
« Panzerfaust » signifie « poing blindé » en allemand. C'est le nom d'une arme anti-char de la Seconde Guerre mondiale, c'était un lance-roquettes conçu pour doter les soldats de l'armée allemande d'une arme anti-char individuelle sur le front russe.
Comme pour l'album précédent, Transilvanian Hunger, Varg Vikernes participe à la conception de l'album en tant que second vocaliste sur le titre Quintessence.

## Musiciens
- Nocturno Culto – chant
- Fenriz – batterie, guitare, basse, chant et synthétiseur
- Varg Vikernes – paroles du titre Quintessence

## Liste des morceaux
| 1.    | En Vind Av Sorg               | Fenriz           | 6:21 |
| 2.    | Triumphant Gleam              | Fenriz           | 4:24 |
| 3.    | The Hordes Of Nebulah         | Fenriz           | 5:33 |
| 4.    | Hans Siste Vinter             | Fenriz           | 4:50 |
| 5.    | Beholding The Throne Of Might | Fenriz           | 6:06 |
| 6.    | Quintessence                  | Count Grishnackh | 7:38 |
| 7.    | Snø Og Granskog (Utferd)      | Tarjei Vesaas    | 4:08 |
| 39:00 |                               |                  |      |